# Claudio Morel Rodríguez
Claudio Marcelo Morel Rodríguez (Asunción, 2 febbraio 1978) è un allenatore di calcio ed ex calciatore paraguaiano, di ruolo difensore, vice allenatore della squadre riserve del Boca Juniors.

## Caratteristiche tecniche
Può giocare come difensore centrale o laterale sinistro, come mediano o centrocampista di fascia sinistra.

## Carriera

### Club
Prima di trasferirsi al Boca aveva militato nel San Lorenzo, vincendo una Copa Mercosur, una Coppa Sudamericana e un Torneo Clausura.
Dal 2004 gioca nel Boca Juniors, squadra con cui ha conquistato due Coppe Sudamericane, tre Recope Sudamericane, due campionati argentini e una Libertadores.

### Nazionale
Vanta complessivamente 35 presenze con la Nazionale paraguaiana, con cui ha esordito nel 1999.

## Palmarès

### Club

#### Titoli nazionali
- Campionato argentino: 4

San Lorenzo: Clausura 2001
Boca Juniors: Apertura 2005, Clausura 2006, Apertura 2008

#### Titoli internazionali
- Coppa Mercosur: 1

San Lorenzo: 2001
- Coppa Sudamericana: 3

San Lorenzo: 2002
Boca Juniors: 2004, 2005
- Coppa Libertadores: 1

Boca Juniors: 2007
- Recopa Sudamericana: 3

Boca Juniors: 2005, 2006, 2008

## Statistiche

### Cronologia presenze e reti in nazionale
| Cronologia completa delle presenze e delle reti in nazionale ― Paraguay | Cronologia completa delle presenze e delle reti in nazionale ― Paraguay | Cronologia completa delle presenze e delle reti in nazionale ― Paraguay | Cronologia completa delle presenze e delle reti in nazionale ― Paraguay | Cronologia completa delle presenze e delle reti in nazionale ― Paraguay | Cronologia completa delle presenze e delle reti in nazionale ― Paraguay | Cronologia completa delle presenze e delle reti in nazionale ― Paraguay | Cronologia completa delle presenze e delle reti in nazionale ― Paraguay |
| Data                                                                    | Città                                                                   | In casa                                                                 | Risultato                                                               | Ospiti                                                                  | Competizione                                                            | Reti                                                                    | Note                                                                    |
| ----------------------------------------------------------------------- | ----------------------------------------------------------------------- | ----------------------------------------------------------------------- | ----------------------------------------------------------------------- | ----------------------------------------------------------------------- | ----------------------------------------------------------------------- | ----------------------------------------------------------------------- | ----------------------------------------------------------------------- |
| 3-11-1999                                                               | Buenos Aires                                                            | Paraguay                                                                | 0 – 0                                                                   | Bolivia                                                                 | Amichevole                                                              | -                                                                       |                                                                         |
| 15-8-2001                                                               | Porto Alegre                                                            | Brasile                                                                 | 2 – 0                                                                   | Paraguay                                                                | Qual. Mondiali 2002                                                     | -                                                                       |                                                                         |
| 5-9-2001                                                                | Asunción                                                                | Paraguay                                                                | 5 – 1                                                                   | Bolivia                                                                 | Qual. Mondiali 2002                                                     | -                                                                       | 70’                                                                     |
| 7-10-2001                                                               | Asunción                                                                | Paraguay                                                                | 2 – 2                                                                   | Argentina                                                               | Qual. Mondiali 2002                                                     | -                                                                       | 72’                                                                     |
| 8-11-2001                                                               | San Cristóbal                                                           | Venezuela                                                               | 3 – 1                                                                   | Paraguay                                                                | Qual. Mondiali 2002                                                     | -                                                                       |                                                                         |
| 15-11-2006                                                              | Viña del Mar                                                            | Cile                                                                    | 3 – 2                                                                   | Paraguay                                                                | Amichevole                                                              | -                                                                       | 39’                                                                     |
| 25-3-2007                                                               | Monterrey                                                               | Messico                                                                 | 2 – 1                                                                   | Paraguay                                                                | Amichevole                                                              | -                                                                       | 85’                                                                     |
| 28-3-2007                                                               | Bogotà                                                                  | Colombia                                                                | 2 – 0                                                                   | Paraguay                                                                | Amichevole                                                              | -                                                                       |                                                                         |
| 28-6-2007                                                               | Maracaibo                                                               | Paraguay                                                                | 5 – 0                                                                   | Colombia                                                                | Coppa America 2007 - 1º turno                                           | -                                                                       |                                                                         |
| 2-7-2007                                                                | Barinas                                                                 | Stati Uniti                                                             | 1 – 3                                                                   | Paraguay                                                                | Coppa America 2007 - 1º turno                                           | -                                                                       |                                                                         |
| 8-7-2007                                                                | Maturín                                                                 | Messico                                                                 | 6 – 0                                                                   | Paraguay                                                                | Coppa America 2007 - Quarti di finale                                   | -                                                                       |                                                                         |
| 8-9-2007                                                                | Puerto Ordaz                                                            | Venezuela                                                               | 3 – 2                                                                   | Paraguay                                                                | Amichevole                                                              | -                                                                       | 81’                                                                     |
| 13-10-2007                                                              | Lima                                                                    | Perù                                                                    | 0 – 0                                                                   | Paraguay                                                                | Qual. Mondiali 2010                                                     | -                                                                       | 85’                                                                     |
| 17-10-2007                                                              | Asunción                                                                | Paraguay                                                                | 1 – 0                                                                   | Uruguay                                                                 | Qual. Mondiali 2010                                                     | -                                                                       |                                                                         |
| 18-11-2007                                                              | Asunción                                                                | Paraguay                                                                | 5 – 1                                                                   | Ecuador                                                                 | Qual. Mondiali 2010                                                     | 1                                                                       | 79’                                                                     |
| 22-11-2007                                                              | Santiago del Cile                                                       | Cile                                                                    | 0 – 3                                                                   | Paraguay                                                                | Qual. Mondiali 2010                                                     | -                                                                       | 88’                                                                     |
| 26-3-2008                                                               | Johannesburg                                                            | Sudafrica                                                               | 3 – 0                                                                   | Paraguay                                                                | Amichevole                                                              | -                                                                       |                                                                         |
| 18-6-2008                                                               | La Paz                                                                  | Bolivia                                                                 | 4 – 2                                                                   | Paraguay                                                                | Qual. Mondiali 2010                                                     | -                                                                       |                                                                         |
| 20-8-2008                                                               | Riad                                                                    | Arabia Saudita                                                          | 1 – 1                                                                   | Paraguay                                                                | Amichevole                                                              | -                                                                       |                                                                         |
| 6-9-2008                                                                | Buenos Aires                                                            | Argentina                                                               | 1 – 1                                                                   | Paraguay                                                                | Qual. Mondiali 2010                                                     | -                                                                       | 46’                                                                     |
| 9-9-2008                                                                | Asunción                                                                | Paraguay                                                                | 2 – 0                                                                   | Venezuela                                                               | Qual. Mondiali 2010                                                     | -                                                                       | 83’                                                                     |
| 15-10-2008                                                              | Asunción                                                                | Paraguay                                                                | 1 – 0                                                                   | Perù                                                                    | Qual. Mondiali 2010                                                     | -                                                                       |                                                                         |
| 11-2-2009                                                               | Lima                                                                    | Perù                                                                    | 0 – 1                                                                   | Paraguay                                                                | Amichevole                                                              | -                                                                       | 8’                                                                      |
| 5-9-2009                                                                | Asunción                                                                | Paraguay                                                                | 1 – 0                                                                   | Bolivia                                                                 | Qual. Mondiali 2010                                                     | -                                                                       |                                                                         |
| 18-11-2009                                                              | Eindhoven                                                               | Paesi Bassi                                                             | 0 – 0                                                                   | Paraguay                                                                | Amichevole                                                              | -                                                                       |                                                                         |
| 15-5-2010                                                               | Nyon                                                                    | Corea del Nord                                                          | 0 – 1                                                                   | Paraguay                                                                | Amichevole                                                              | -                                                                       | 72’                                                                     |
| 25-5-2010                                                               | Dublino                                                                 | Irlanda                                                                 | 2 – 1                                                                   | Paraguay                                                                | Amichevole                                                              | -                                                                       | 65’                                                                     |
| 2-6-2010                                                                | Winterthur                                                              | Grecia                                                                  | 0 – 2                                                                   | Paraguay                                                                | Amichevole                                                              | -                                                                       |                                                                         |
| 14-6-2010                                                               | Città del Capo                                                          | Italia                                                                  | 1 – 1                                                                   | Paraguay                                                                | Mondiali 2010 - 1º turno                                                | -                                                                       |                                                                         |
| 20-6-2010                                                               | Bloemfontein                                                            | Paraguay                                                                | 2 – 0                                                                   | Slovacchia                                                              | Mondiali 2010 - 1º turno                                                | -                                                                       |                                                                         |
| 24-6-2010                                                               | Polokwane                                                               | Nuova Zelanda                                                           | 0 – 0                                                                   | Paraguay                                                                | Mondiali 2010 - 1º turno                                                | -                                                                       |                                                                         |
| 29-6-2010                                                               | Pretoria                                                                | Paraguay                                                                | 0 – 0 dts (5 – 3 dtr)                                                   | Giappone                                                                | Mondiali 2010 - Ottavi di finale                                        | -                                                                       |                                                                         |
| 3-7-2010                                                                | Johannesburg                                                            | Spagna                                                                  | 1 – 0                                                                   | Paraguay                                                                | Mondiali 2010 - Quarti di finale                                        | -                                                                       | 71’                                                                     |
| 9-10-2010                                                               | Sydney                                                                  | Australia                                                               | 1 – 0                                                                   | Paraguay                                                                | Amichevole                                                              | -                                                                       | 81’                                                                     |
| 12-10-2010                                                              | Wellington                                                              | Nuova Zelanda                                                           | 0 – 2                                                                   | Paraguay                                                                | Amichevole                                                              | -                                                                       |                                                                         |
| Totale                                                                  |                                                                         | Presenze                                                                | 35                                                                      |                                                                         | Reti                                                                    | 0                                                                       |                                                                         |

|